# サウンドデザイン
サウンドデザインとは、さまざまなニーズに合ったサウンドトラックを作成するための技術と実践。これには、オーディオ制作技術とツールを使用し聴覚要素を指定、取得、または作成することがあげられる。映画制作、テレビ制作、ビデオゲーム開発、劇場、録音、再生、ライブパフォーマンス、サウンドアート、ポストプロダクション、ラジオ、楽器開発など、さまざまな分野で採用されている。サウンドデザインには通常はメディアへの対応からサウンドエフェクトやダイアログなど、以前に作成または録音されたオーディオの実践（例：フォーリーサウンド参照）があげられる。サウンドデザインを実践する者をサウンドデザイナーという。

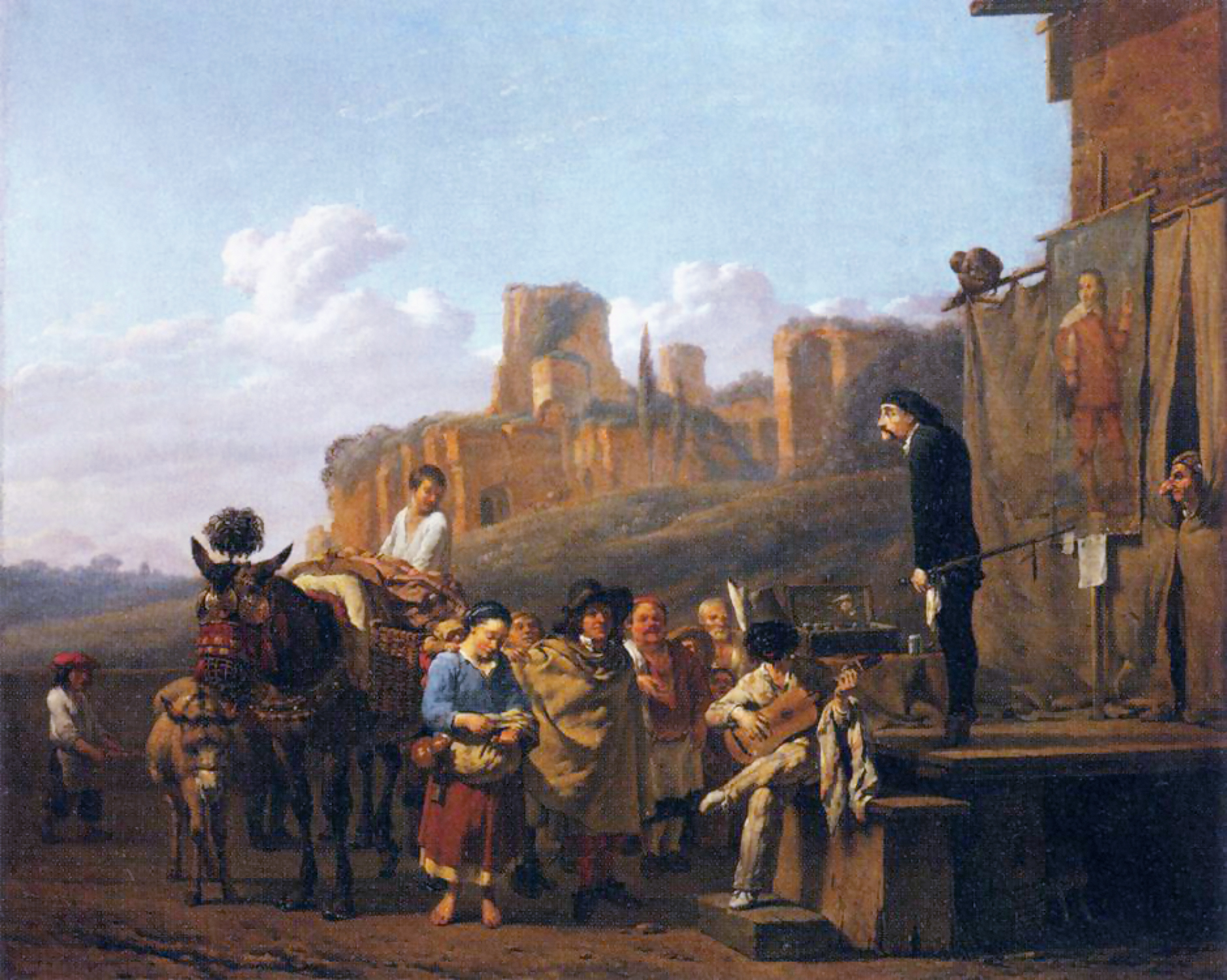
カレル・デュジャルダン、コメディア・デラルテ・ショー、1657

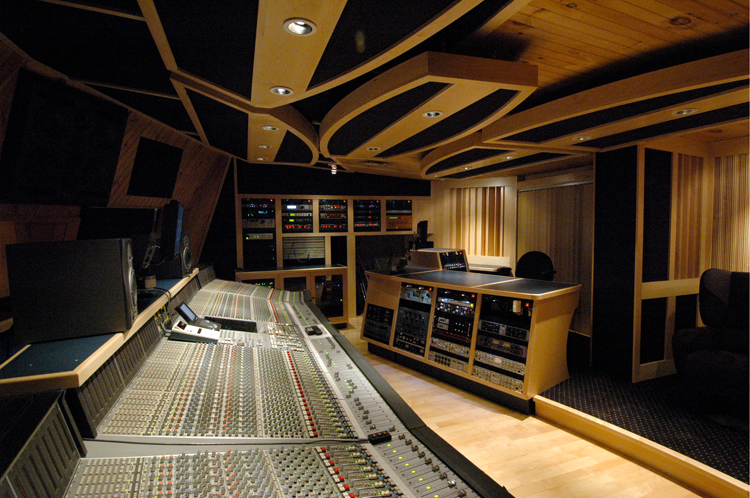
Tainted Blue Studiosのモダンなデジタルコントロールルーム、2010年